# Mercedes (Stany Zjednoczone)
Mercedes – miasto w Stanach Zjednoczonych, w stanie Teksas, w hrabstwie Hidalgo.

## Demografia
Według przeprowadzonego przez United States Census Bureau spisu powszechnego w 2010 miasto liczyło 15 570 mieszkańców, co oznacza wzrost o 14,1% w porównaniu do roku 2000. Natomiast skład etniczny w mieście wyglądał następująco: Biali 85,3%, Afroamerykanie 0,2%, Azjaci 0,1%, pozostali 14,4%.